# Walt Before Mickey
Walt Before Mickey (no Brasil Walt antes do Mickey), é um filme estadunidense do género  biográfico, que mostra como era a vida do animador americano Walt Disney, antes da criação do personagem Mickey Mouse, que hoje é considerado o símbolo da Walt Disney Company..
O filme é dirigido por Khoa Le,e escrito por Armando Gutiérrez e Arthur L. Bernstein,com Thomas Ian Nicholas como protagonista.O filme é distribuído pela Vision Films(EUA) e Swen Filmes(Brasil),em associação com Conglomerate Media,Lensbern Entertainment,Kvibe Productions e Mission Pictures, e produzido pela The Dreamer Movie.

## Enredo
O filme é baseado em um livro (que recebe o mesmo título do livro) que não só conta a biografia de Walt Disney, como também, sua carreira como animador.
O filme acompanha a jornada de Walter Elias Disney desde sua infância em Marceline, Missouri, onde sua paixão pelo desenho já era evidente. Após um breve período na Cruz Vermelha, Walt retorna com o sonho de ser animador. Em Kansas City, ao lado de seu irmão Roy Disney, ele enfrenta inúmeras dificuldades, incluindo a falência de seu primeiro estúdio, a Laugh-O-Gram, que o leva à miséria.
Com uma determinação inabalável e apenas alguns dólares no bolso, Walt se muda para Hollywood. Lá, ele e Roy fundam o Disney Brothers Studio, alcançando sucesso inicial com a série "Alice Comedies". Nesse período, Walt se casa com Lillian Bounds, que se torna uma importante parceira em sua vida. O sucesso cresce com a criação de Oswald, o Coelho Sortudo, mas Walt sofre uma grande deceição ao perder os direitos do personagem e parte de sua equipe para o distribuidor Charles Mintz.
Desolado, em sua viagem de volta de Nova York, Walt tem um momento de inspiração e rabisca um novo personagem: um pequeno rato. Com a ajuda leal de Ub Iwerks e uma sugestão de Lillian, o personagem é batizado de Mickey Mouse. O filme culmina com a produção de "Steamboat Willie", o primeiro desenho animado sonoro de Mickey, marcando o início do extraordinário legado de Walt Disney, mostrando como sua persistência e genialidade o levaram ao sucesso apesar das adversidades.
1. ↑  Walt Before Mickey | Filme que mostra o início da carreira de Walt Disney ganha traileromelete.oul.com.br
2. ↑  Vida de Walt Disney antes da criação do Mickey Mouse é tema de cinebiografia; veja o trailer ADOROCINEMA